# Припуск
Припуск — слой материала, подвергаемый снятию с заготовки при механической обработке в целях достижения заданных свойств обрабатываемых поверхностей детали. Припуск назначается в целях обеспечения точности действительных размеров, а также заданного качества поверхностного слоя обработанной детали. 
Расчету подлежит минимальный припуск на обработку. Колебание же размера обрабатываемой поверхности заготовки в пределах допуска на её изготовление создает колебание величины припуска (допуска на припуск). Поэтому различают:
- припуск минимальный (Zmin),
- номинальный (Zном),
- максимальный (Zmax).

Величина припуска для элементарной поверхности детали может быть назначена на основе расчета аналитическим методом (Метод Кована) или определения по соответствующим справочным таблицам (ГОСТам, РТМ или нормалям).